# Eriz
Eriz is een gemeente en plaats in het Zwitserse kanton Bern, en maakt deel uit van het district Thun.
Eriz telt 485 inwoners.